# Rombo (Distrikt)
Rombo ist ein Distrikt der Kilimandscharo-Region im Osten Tansanias. Der Distrikt grenzt im Norden und Osten an Kenia, im Süden grenzt er an den Distrikt Moshi und im Westen an den Distrikt Hai und den Distrikt Siha.

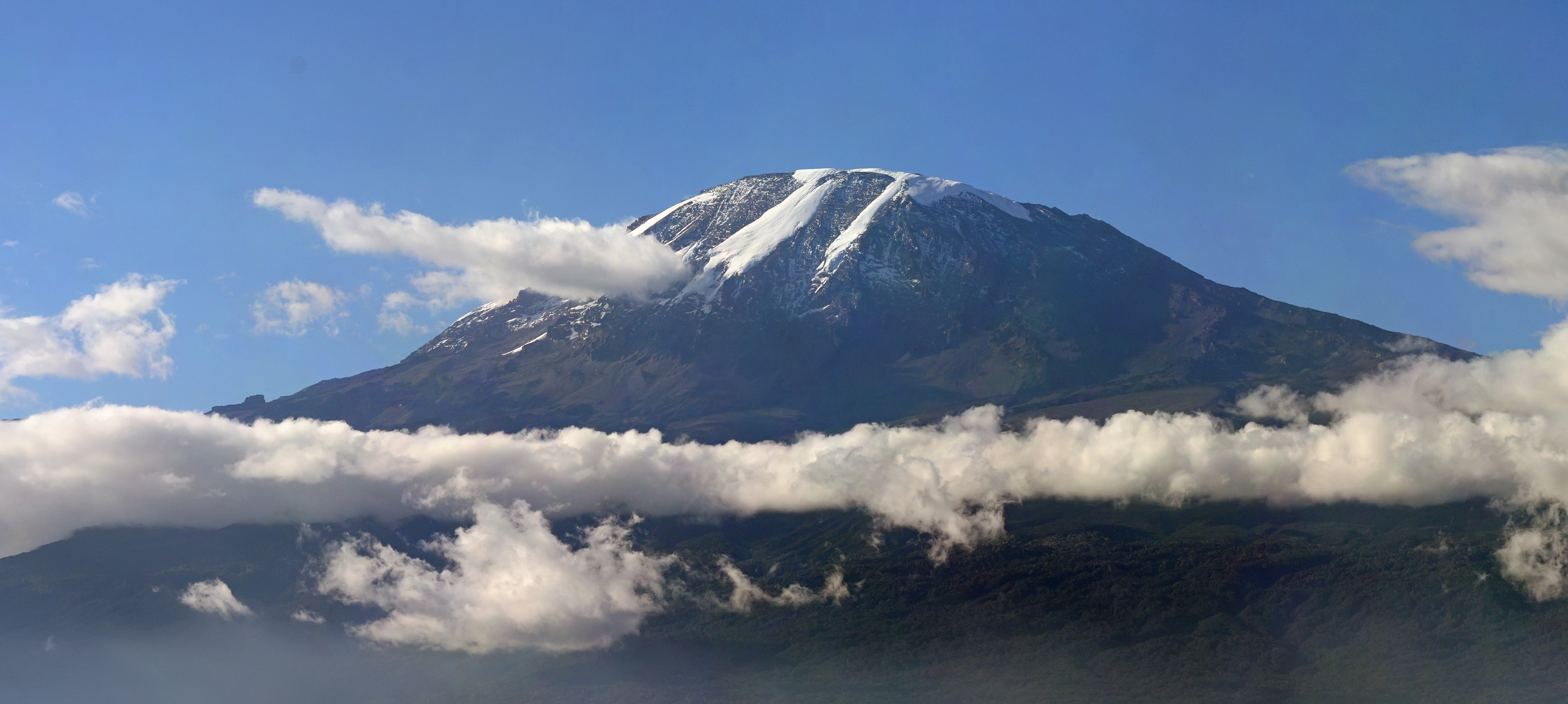
Der Kilimandscharo

## Geographie
Der Distrikt hat bei einer Größe von 1442 Quadratkilometer und 275.314 Einwohner (Volkszählung 2022). Der Verwaltungssitz ist in der Stadt Mkuu. Das Gebiet umfasst den Gipfel des Kilimandscharo und dessen nördliche und östliche Abhänge bis zur Grenze von Kenia.
Das Klima im Distrikt ist warm und gemäßigt, Cfa nach der effektiven Klimaklassifikation. Es fallen das ganze Jahr über Niederschläge mit einer Spitze in den Monaten April und Mai, im Jahresmittel regnet es über 1000 Millimeter. Die Temperatur liegt zwischen 20 und 30 Grad Celsius.

## Verwaltungsgliederung
Der Distrikt wird in 28 Gemeinden (Wards) gegliedert:
- Aleni
- Chala
- Holili
- Katangara Mrere
- Kelamfua Mokala
- Kingachi
- Kirongo Samanga
- Kirwa Keni
- Kisale Msaranga
- Kitirima
- Mahida
- Makiidi
- Mamsera
- Manda
- Marangu Kitowo
- Mengeni
- Mengwe
- Motamburu Kitendeni
- Mrao Keryo
- Nanjara
- Ngoyoni
- Olele
- Reha
- Shimbi
- Shimbi Kwandele
- Tarakea Motamburu
- Ubetu Kahe
- Ushiri Ikuini

## Bevölkerung
Von der Volkszählung 2012 bis 2022 gab es einen jährlichen Bevölkerungszuwachs von 0,5 Prozent.
| Volkszählung | Einwohner |
| ------------ | --------- |
| 1988         | 200.912   |
| 2002         | 245.716   |
| 2012         | 260.963   |
| 2022         | 275.314   |

Die Alphabetisierungsrate der über Fünfzehnjährigen betrug 87,8 Prozent (Stand 2012), zwei Drittel sprachen nur Swahili, fast ein Fünftel Swahili und Englisch.

## Einrichtungen und Dienstleistungen
- Bildung: für die Bildung der Jugend gibt es im Distrikt 159 Vorschulklassen und 175 Grundschulen, wovon 160 öffentlich und 15 privat geführt werden. In den 51 weiterführenden Schulen gab es im Jahr 2017 in 41 öffentlich geführten Schulen 16.434 Schüler und 2797 Schüler in zehn Privatschulen.[9]
- Gesundheit: Im Distrikt gibt es zwei Krankenhäuser, die von kirchlichen Organisationen betrieben werden, sechs staatliche Gesundheitseinrichtungen und 37 Apotheken. Von diesen sind 21 staatlich, neun von kirchlichen Organisationen und sechs werden privat betrieben (Stand 2019).[10]
- Wasser: Im Bezirk gibt es 30 Quellen, die je nach Jahreszeit 22.000 bis 27.000 Kubikmeter Wasser pro Tag liefern. Der Tagesbedarf liegt bei 40.000 Kubikmeter (Stand 2019).[11]

| Neunzig Prozent der Bevölkerung leben von der Landwirtschaft, sieben Prozent sind selbständig tätig und drei Prozent sind Angestellte (Stand 2019). | Die zur Anzeige dieser Grafik verwendete Erweiterung wurde dauerhaft deaktiviert. Wir arbeiten aktuell daran, diese und weitere betroffene Grafiken auf ein neues Format umzustellen. (Mehr dazu) |

### Landwirtschaft

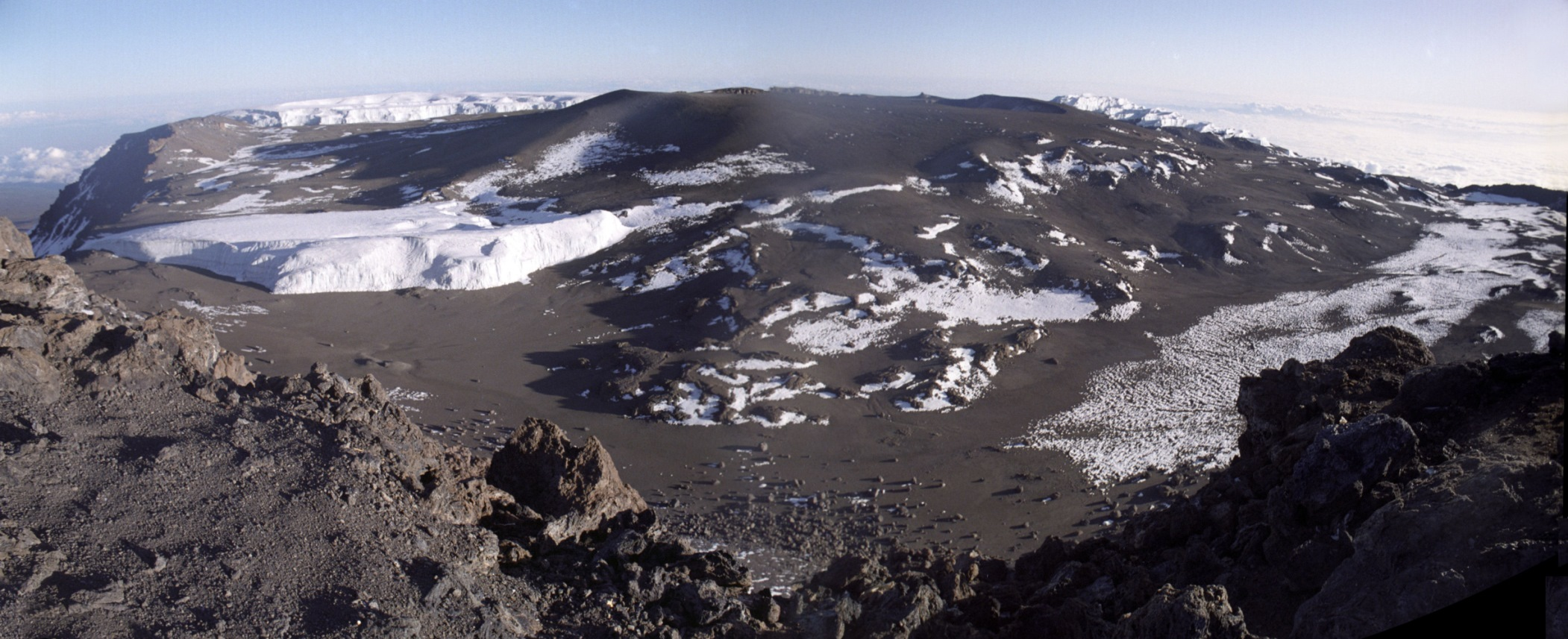
Die Caldera des Kilimandscharo

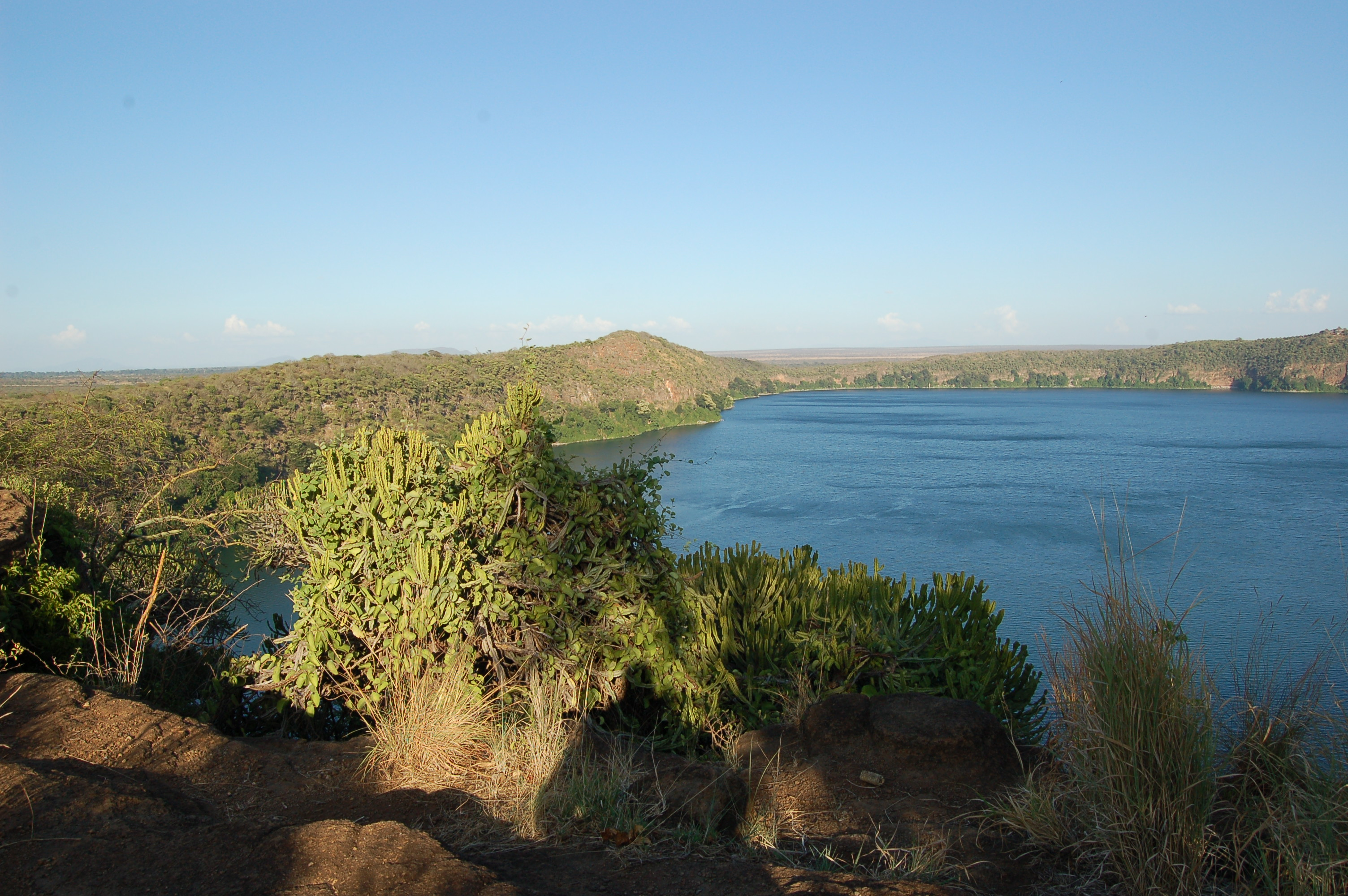
Chala-See

## Naturschutzgebiete, Sehenswürdigkeiten
- Kilimandscharo: Der mit 5895 Meter höchste Gipfel Afrikas liegt im Distrikt Rombo. Bekannt ist der Aufstieg über die Nalemuru-Route, die durch den Distrikt führt.[14][15]
- Kilimandscharo-Nationalpark: Dieser 1668 Quadratkilometer große Nationalpark wurde 1987 zum UNESCO-Welterbe erklärt.[16][17]
- Chala-See: An der Grenze zu Kenia liegt der See in einem 3 mal 2,4 Kilometer großen Krater, dessen Wände bis zu hundert Meter hoch aufragen. Neben endemisch vorkommenden Cichliden gibt es rund um den See 200 Vogelarten und verschiedene Affen.[14][18]